# Aplousina gigantea
Aplousina gigantea är en mossdjursart som beskrevs av Canu och Bassler 1927. Aplousina gigantea ingår i släktet Aplousina och familjen Calloporidae.
Artens utbredningsområde är Mexikanska golfen. Inga underarter finns listade i Catalogue of Life.